# اتو کلر (بازیکن فوتبال)
اتو کلر (انگلیسی: Otto Keller; ۲۳ فوریهٔ ۱۹۳۹ – ۶ اوت ۲۰۱۴) بازیکن فوتبال اهل آلمان بود.
از باشگاه‌هایی که در آن بازی کرده‌است می‌توان به باشگاه فوتبال بوخوم اشاره کرد.
وی همچنین در تیم ملی فوتبال زیر ۲۳ سال آلمان بازی کرده‌است.